# 711-та піхотна дивізія (Третій Рейх)
711-та піхотна дивізія (Третій Рейх) (нім. 711. Infanterie-Division) — піхотна дивізія Вермахту за часів Другої світової війни.

## Історія
711-та дивізія сформована у травні 1941 року на території Німеччини, як дивізія берегової оборони й незабаром була передислокована до Франції, де увійшла до складу 15-ї армії та отримала бойове завдання щодо оборони ділянки узбережжя «Атлантичного валу» поздовж Ла-Маншу. Тут дивізія виконувала свої завдання до початку вторгнення військ союзників до Нормандії.
За станом на 1 травня 1944 року дивізія мала 7 242 військовослужбовців у складі формування.
На момент вторгнення до Франції англо-американських військ дивізія займала оборонні рубежі східніше річки Орн та встигла взяти участь у багатьох боях, у тому числі в битві за Кан та операції «Гудвуд». Після тривалих запеклих боїв по відбиттю вторгнення військ союзників у Нормандію, дивізія зазнала серйозних втрат й була відведена до резерву Вермахту у Нідерланди в район Роттердаму.
В Голландії дивізія брала активну участь у боях з повітряним десантом союзників, що висадився в ході операції «Маркет-Гарден».
Згодом 711-та дивізія була перекинута до Угорщини на Східний фронт. З грудня 1944 до моменту капітуляції Німеччини у травні 1945 дивізія вела бойові дії проти військ Червоної армії в районі Будапешту й склала зброю 8 травня в районі Гавличкув-Брод (центральна Чехословаччина).

## Райони бойових дій
- Німеччина (травень 1941 — серпень 1941)
- Франція (серпень 1941 — вересень 1944)
- Нідерланди (вересень 1944 — грудень 1944)
- Угорщина та Чехословаччина (грудень 1944 — травень 1945)

## Склад дивізії

### 1941
- 731-й піхотний полк;
- 744-й піхотний полк;
- 651-й артилерійський полк;
- 711-та інженерна рота;
- 711-й батальйон зв'язку;
- частини та підрозділи дивізії

### 1945
- 731-й гренадерський полк;
- 744-й гренадерський полк;
- 763-й гренадерський полк;
- 1711-й артилерійський полк;
- 1711-й танковий батальйон;
- 1711-й кулеметний батальйон;
- 711-й інженерний батальйон;
- 711-й батальйон зв'язку;
- 711-й медичний батальйон;
- частини та підрозділи дивізії

## Командування

### Командири
- генерал-майор Дітріх фон Рейнегсдорф-Паценски унд Тенжін (нім. Dietrich von Reinersdorff-Paczensky und Tenczin) (травень 1941 — 1 квітня 1942);
- генерал-майор Вільгельм Хаверкамп (нім. Wilhelm Haverkamp) (1 квітня — 15 липня 1942);
- генерал-лейтенант Фрідріх-Вільгельм Дойч (нім. Friedrich-Wilhelm Deutsch) (15 липня 1942 — 1 березня 1943);
- генерал-лейтенант Йозеф Рейчерт (нім. Josef Reichert) (1 березня 1943 — 14 квітня 1945);
- оберст фон Ватцдорф (нім. von Watzdorf) (квітень 1945), ТВО;
- оберст Йобст фон Боссе (нім. Jobst von Bosse) (квітень 1945), ТВО.